# 矢形勝洋
矢形 勝洋（やがた かつひろ、1934年11月24日 - 2016年1月4日）は、三重県出身のプロ野球選手（投手）。引退後、フロントに入り、阪急ブレーブス→オリックス・ブレーブスの球団取締役を務めた。

## 来歴・人物
関西学院高等部から関西学院大学に進学。関西六大学リーグでは4度のシーズン優勝を経験。大学卒業後、社会人野球の丸善石油に入団。
1958年に阪急ブレーブスに入団した。入団に際して、60歳まで阪急電鉄本社が雇用を保障する形での契約を交わした（阪急では初めてで、球団史上ほかに山口高志のみ）。しかし、一軍出場の機会がないまま1960年シーズンで引退。
引退後は阪急球団の職員となり、マネージャーやスコアラーを歴任した。1966年オフに監督の西本幸雄が自らの進退を問うための信任投票を選手に課した際には、マネージャーとして投票用の紙と鉛筆を配布した。その後、球団営業課長から営業部長に昇進。
英語が得意だったことから、ボビー・マルカーノやブーマー・ウェルズらの外国人選手入団に関与した。福本豊によると、矢形は1970年代に入る頃からアメリカのスポーツ誌『スポーティングニュース』を読んで外国人選手の情報を収集し、休暇を取って渡米もしていた。1972年に福本がモーリー・ウィルスのMLBシーズン盗塁記録を超えた際にウィルスのコメントが報じられたのは、直前に渡米していた矢形がアイク生原を通じてコメントを取っていた結果であるという。1974年のオフに監督の上田利治とともに渡米して、リストアップしていた候補からマルカーノやバーニー・ウィリアムスを獲得する。二人の選手は外国人選手としては安い年俸でチームの弱点とされた二塁と右翼に収まって活躍した。
ブーマーを獲得した際には先にランディ・バースに目を付け、阪神タイガースとの間で競争になったが、途中で「長打力がありながら三振が少ない」ブーマーの存在に着目し、保有権を持っていたミネソタ・ツインズと交渉がまとまってバースから手を引いたという。
1988年に阪急電鉄がオリックスに球団を売却した際には球団常務であった。矢形は正式に発表される前、パシフィック・リーグ会長の堀新助が阪急オーナーの小林公平から面談に呼ばれていると聞いて売却ではないかと感じ、しばらく後にダイエーへの身売りが決まっていた南海ホークスのホーム最終戦をテレビで眺める土田善久球団社長の表情を見て「うちもこれなんでしょう?」と質問したという。
オリックスに変わったあとは専務球団本部長の職に就き、球団の神戸移転を前にした1990年で退任した。
福本豊は矢形について、「西本、上田両監督を裏でしっかり支え、強い阪急ブレーブスの大きな礎となった。矢形さんを中心にした、いわゆるフロント陣が、常勝球団を作り上げるのに果たした役割は計り知れない」と評している。

## 詳細情報

### 年度別投手成績
- 一軍公式戦出場なし

### 背番号
- 20 （1958年 - 1959年）
- 62 （1960年）